# Tschet-Kysyl
Tschet-Kysyl (kirgisisch Чет-Кызыл) ist ein Dorf im kirgisischen Rajon Batken des Oblus Batken mit 2264 Einwohnern (Offizielle Schätzung 2021).

## Geographie
Das Dorf liegt im äußersten Südwesten Kirgisistans unweit der tadschikischen Grenze. In ungefähr gleicher Entfernung von Tschet-Kysyl liegen die Dörfer Kara-Bak, Tschek, Dschangy-Dscher und Tschong-Talaa. Tschet-Kysyl ist Teil der Landgemeinde (ajyl okmutu) Kara-Bak mit Sitz im Dorf Kara-Bak. Es liegt 11 Kilometer von dem Verwaltungszentrum des Rajons, Batken, entfernt.

## Bevölkerung
| Jahr | Einwohner |
| ---- | --------- |
| 2002 | 926       |
| 2009 | 1671      |
| 2021 | 2264      |